# Fotorresistor

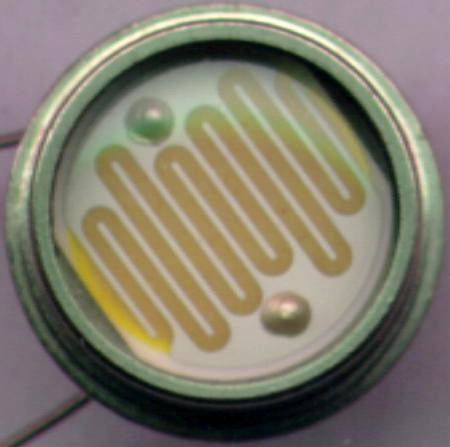
Fotocelda o fotorresistencia. Cambia su valor resistivo (ohms) conforme a la intensidad de luz. Mayor luz, menor resistencia y viceversa.

Un excitador o fotorresistencia es un componente electrónico cuya resistencia se modifica, (normalmente disminuye)  con el aumento de intensidad de luz incidente. Puede también ser llamado fotoconductor, célula fotoeléctrica o resistor dependiente de la luz, cuyas siglas, LDR, se originan de su nombre en inglés light-dependent resistor. Su cuerpo está formado por una célula fotorreceptora y dos patillas. En la siguiente imagen se muestra su símbolo eléctrico.

Fotorresistor.

El valor de resistencia eléctrica de un LDR es bajo cuando hay luz incidiendo en él (puede descender hasta 50 ohms) y muy alto cuando está a oscuras (varios mega ohmios).

## Características
Su funcionamiento se basa en el efecto fotoeléctrico. Un foto resistor está hecho de un semiconductor de alta resistencia como el sulfuro de cadmio, CdS. Si la luz que incide en el dispositivo es de alta frecuencia, los fotones son absorbidos por las elasticidades del semiconductor dando a los electrones la suficiente energía para saltar la banda de conducción. El electrón libre que resulta, y su hueco asociado, conducen la electricidad, de tal modo que disminuye la resistencia. Los valores típicos varían entre 1 MΩ, o más, en la oscuridad y 100 Ω con luz brillante.
Las células de sulfuro del cadmio se basan en la capacidad del cadmio de variar su resistencia según la cantidad de luz que incide en la célula. Cuanta más luz incide, más baja es la resistencia. Las células son también capaces de reaccionar a una amplia gama de frecuencias, incluyendo infrarrojo (IR), luz visible, y ultravioleta (UV).
La variación del valor de la resistencia tiene cierto retardo, diferente si se pasa de oscuro a iluminado o de iluminado a oscuro. Esto limita a no usar los LDR en aplicaciones en las que la señal luminosa varía con rapidez. El tiempo de respuesta típico de un LDR está en el orden de una décima de segundo. Esta lentitud da ventaja en algunas aplicaciones, ya que se filtran variaciones rápidas de iluminación que podrían hacer inestable un sensor (p. ej., tubo fluorescente alimentado por corriente alterna). En otras aplicaciones (saber si es de día o es de noche) la lentitud de la detección no es importante.
Se fabrican en diversos tipos y pueden encontrarse en muchos artículos de consumo, como por ejemplo en cámaras, medidores de luz, relojes con radio, alarmas de seguridad o sistemas de encendido y apagado del alumbrado de calles. 
También se fabrican fotoconductores de Ge:Cu que funcionan dentro de la gama más baja "radiación infrarroja".